# Krossøy
Koordinaten: 60° 49′ N, 4° 49′ O

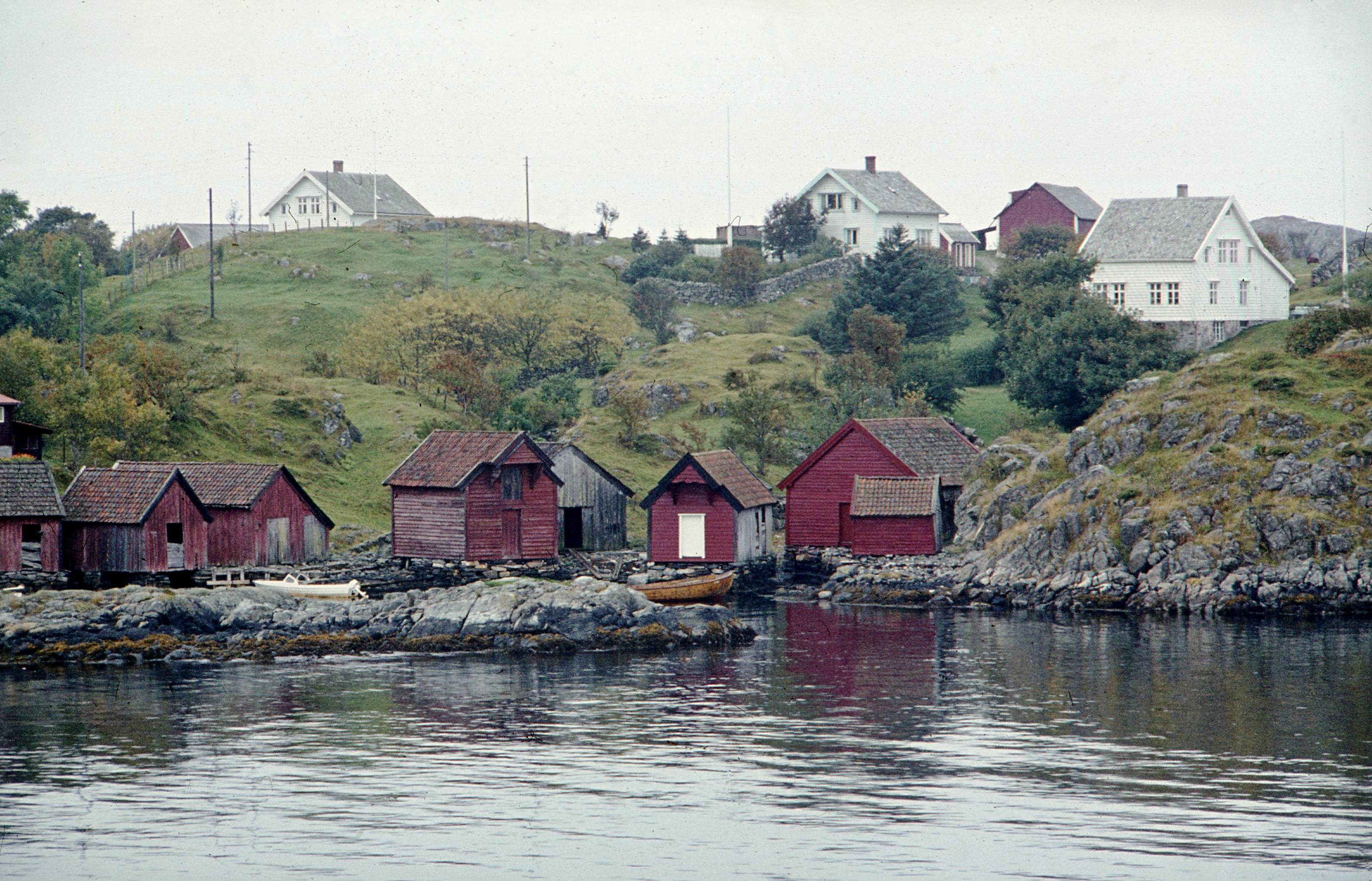
Die sogenannten Meerhäuser

Krossøy ist ein kleiner Hafenort in der Gemeinde Austrheim, am Eingang zum Fensfjorden auf der Insel Krossøyna im Fylke Vestland in Norwegen. Zu Krossøy gehören die bewohnten Inseln Husøyna, Kårøyna, Krossøyna, Kuhovet, Lyngkjerringa, Søre Kjerringa und Rotøyna. Die anderen Orte sind Langøy und Sævrøy. Die Inselmeinschaft wird in Austrheim Øyane genannt. Die Meeresumwelt ist hier eine der am besten erhaltenen an der Westküste Norwegens.
Auf Krossøyna liegen das Ackerland und die Gebäude an der Ostseite der Insel, mit den vom Meer und den Nausts (Bootsschuppen) etwas zurückgezogenen Häusern (hier Sjøhusene genannt). Eine Mauer grenzt die Ackerflächen von den umliegenden Feldern ab. Die Fischerei ist hier die Hauptaktivität. Die Landwirtschaft wurde daran angepasst. Im Ort gibt es eine komplette Schmiede.
Der Hafen ist durch einige Schären geschützt. Die Gebäude für den maritimen Einsatz liegen an einem engen Platz, geschützt vor dem stürmischen Meer. Hier sind Boots-, Wohnhäuser und Ställe gruppiert. Auf den Inseln wurde Torf abgebaut und gelagert. Molen und Lagerhäuser sind aus Granit. Die meisten Wohnhäuser stammen vom Ende des 19. Jahrhunderts und sind hölzerne Rahmenbauten. Kulturlandschaft und Gebäude bilden in Krossøy eine harmonische Einheit. Die Nutzung der Meeresumwelt hat im landesweiten Kontext einen hohen Stellenwert.